# Hysteria (album Def Leppard)
Hysteria – czwarty album studyjny brytyjskiej grupy Def Leppard, wydany 3 sierpnia 1987. Płyta spotkała się z uznaniem krytyków oraz olbrzymim sukcesem komercyjnym, rozchodząc się w ponad 25-milionowym nakładzie na całym świecie, w tym 12 milionów w USA. Promowało ją 7 singli, z których każdy spotkał się z sukcesem na listach przebojów.
W roku 2003 album został uplasowany na 472. miejscu listy 500 albumów wszech czasów magazynu Rolling Stone.
Jest to pierwszy album, na którym perkusista Rick Allen gra jedną ręką po tragicznym wypadku pod koniec 1984 roku.

## Lista utworów
1. Women – 5:41
2. Rocket – 6:35
3. Animal – 4:02
4. Love Bites – 5:46
5. Pour Some Sugar on Me – 4:25
6. Armageddon It – 5:21
7. Gods of War – 6:32
8. Don't Shoot Shotgun – 4:10
9. Run Riot – 4:38
10. Hysteria – 5:49
11. Excitable – 4:19
12. Love and Affection – 4:35

## Twórcy
- Joe Elliott – wokal
- Phil Collen – gitara prowadząca, wokal wspierający
- Steve Clark – gitara rytmiczna, wokal wspierający
- Rick Savage – gitara basowa, wokal wspierający
- Rick Allen – perkusja, wokal wspierający

## Pozycje na listach
| Kraj              | Pozycja |
| ----------------- | ------- |
| Wielka Brytania   | 1       |
| Australia         | 1       |
| Niemcy            | 10      |
| Norwegia          | 1       |
| Nowa Zelandia     | 1       |
| Stany Zjednoczone | 1       |
| Szwecja           | 2       |